# Eric Weiss
Eric Weiss er en fiktiv person i tv-serien Alias, spillet af J.J. Abrams' barndomsven Greg Grunberg.
| Fjernsyn | Spire Denne artikel om et tv-program er en spire som bør udbygges. Du er velkommen til at hjælpe Wikipedia ved at udvide den. |